# Борисюк Андрій Віталійович
Андрій Віталійович Борисюк (нар. 27 вересня 1975) — український футболіст, нападник.

## Життєпис
Дорослу футбольну кар'єру розпочав у «Ниві». У футболці вінницького клубу дебютував 27 березня 1993 року в переможному (3:0) домашньому поєдинку 23-го туру Першої ліги України проти стрийської «Скали». Андрій вийшов на поле на 81-й хвилині, замінивши Юрія Овчаренка. Першим голом у професіональному рівні відзначився 13 квітня 1993 року на 72-й хвилині переможного (3:0) домашнього поєдинку 27-го туру Першої ліги України проти сєвєродонецького «Хіміка». Борисюк вийшов на поле на 66-й хвилині, замінивши Юрія Овчаренка. У Вищій лізі України дебютував 8 квітня 1994 року в переможному (2:1) домашньому поєдинку 23-го туру проти рівненського «Вереса». Андрій вийшов на поле на 89-ій хвилині, замінивши Юрія Миколаєнка. Єдиним голом у вищому дивізіоні українського чемпіонату відзначився 23 червня 1995 року на 82-й хвилині нічийного (3:3) виїзного поєдинку 34-го туру проти луцької «Волині». Борисюк вийшов на поле в стартовому складі та відіграв увесь матч. У команді виступав до завершення сезону 1995/96 років, за цей час зіграв 48 матчів (3 голи) у чемпіонатах України, ще 6 матчів провів у кубку України. Також тричі відправлявся в оренду, до житомирського «Хіміка» (1 матч у Першій лізі), «Закарпаття» (4 матчі в Першій лізі) та вінницький «Хімік» (виступав в аматорському чемпіонаті України, ще 2 поєдинки провів у кубку України).
На початку сезону 1996/97 років підсилив «Десну». У футболці чернігівського клубу дебютував 16 березня 1997 року в переможному (2:0) домашньому поєдинку 16-го туру групи А Другої ліги України проти білоцерківської «Росі». Андрій вийшов на поле на 46-й хвилині, замінивши Петра Пилипейка. Загалом за «Десну» зіграв 12 матчів у чемпіонаті України. З 1997 по 1999 рік виступав за друголігові клуби «Славутич-ЧАЕС» та «Фортуна» (Шаргород).
З 1999 по 2001 року виступав у чемпіонаті Сербії та Чорногорії за «Ібар» (Рожає). У 2000 році виступав в оренді за «Кіровець» (Могилів-Подільський) в аматорському чемпіонаті України. У сезоні 2002/03 років перебував у заявці «Ниви» (Тернопіль), але в офіційних матчах на поле не виходив.

## Досягнення
«Десна» (Чернігів)
- Друга ліга України
  -  Чемпіон (1): 1996/97

«Нива» (Вінниця)
- Перша ліга України
  -  Чемпіон (1): 1992/93

- Кубок України
  -  Фіналіст (1): 1995/96